# Петко Петков (БКП)
Вижте пояснителната страница за други личности с името Петко Петков.
Петко Ангелов Петков е български минен инженер, икономист и политик от БКП.

## Биография
Роден е на 28 януари 1934 г. в пазарджишкото село Сбор. Известно време е инструктор в Околийския комитет на ДСНМ в Пазарджик. След това е завеждащ отдел в Градския комитет на ДСНМ в града. Завършва ВМЕИ. В отделни периоди е старши инженер в минни предприятия, както и началник на рудник. През 1963 г. става завеждащ отдел в Окръжния комитет на БКП в Пазарджик. След това е секретар и първи секретар на Градския комитет на БКП. През 1979 г. е назначен за първи секретар на Окръжния комитет на БКП в Пазарджик. В периода 4 април 1981 – 5 април 1986 г. е кандидат-член на ЦК на БКП.